# شيفروليه افيو
1. ↑  Roy، Cesar. "Chevrolet Aveo y Sonic se descontinúan; regresa Cavalier (Cobalt) en subcompacto B". Al Volante. مؤرشف من الأصل في 2023-11-04. اطلع عليه بتاريخ 2018-05-02.

شيفروليه أفيو /əˈveɪ.oʊ/ ə-VAY-oh ) هي سيارة صغيرة الحجم ( B-segment ) يتم تسويقها بواسطة جنرال موتورز (GM) منذ عام 2002. تم تطويرها في الأصل من قبل الشركة المصنعة الكورية الجنوبية دايو موتورز وتم تسويقها باسم دايو كالوس ، وقد أدى استحواذ جنرال موتورز على دايو لتشكيل جنرال موتورز دايو للسيارات والتكنولوجيا (GMDAT) إلى تسويق السيارة تحت سبع علامات تجارية ( شيفروليه ، دايو ، زاز ، هولدن ، بونتياك ). ورافون وسوزوكي ) في 120 دولة، مع كون لوحة أفيو هي الأكثر استخدامًا.  تم تقديم الجيل الثاني من أفيو، الذي طورته جنرال موتورز كوريا (GMDAT سابقًا)، في عام 2011 وتم تسويقه أيضًا باسم شيفروليه سونيك في العديد من الأسواق مثل الأمريكتين واليابان والشرق الأوسط وجنوب إفريقيا والعديد من أسواق جنوب شرق آسيا. انتهى إنتاج طراز الجيل الثاني في أكتوبر 2020.
1. ↑  "2008 Chevrolet Sonic sedan & Aveo5". جنرال موتورز. 1 أغسطس 2007. مؤرشف من الأصل في 2008-05-14. اطلع عليه بتاريخ 2008-01-25..